# Aziz Huq
Aziz Z. Huq, född 1974, är en professor i juridik vid University of Chicago. Inom konstitutionell rätt, ett av hans forskningsområden, har han bland annat fokuserat på individuella rättigheter och friheter enligt den amerikanska konstitutionen.